# 生田良佐
生田 良佐（いくた りょうすけ）は、江戸時代末期（幕末）の長州藩士。

## 略伝
1837年（天保8年）、大野毛利家の家臣で郷校・弘道館の学頭を務めていた生田箕山の次男として周防国熊毛郡大野村で生まれる。幼少から聡明で、妙円寺の勤王僧である月性の指導を受けた。
1858年（安政5年）7月には吉田松陰の松下村塾に入り、松陰の教えを受けた。このため、安政の大獄が起こって松陰が老中・間部詮勝の暗殺を計画すると、その計画に賛同したために長州藩に捕らえられ、弘道館に監禁された。
松陰没後の1859年（安政6年）11月に許されて出獄し、藩校・明倫館に入学したが、5か月後に眼病にかかって失明し、その後は闘病生活を続けながら文久元年（1861年）11月12日に死去した。享年25。
1888年（明治21年）に靖国神社に合祀され、1924年（大正13年）に従五位を贈られた。